# Taza-Al Hoceïma-Taounate
Taza-Al Hoceïma-Taounate var fra 1997 til 2015 en region i det nordlige Marokko, med et indbyggertal på 1.807.113 mennesker (2. september 2004) på et areal af 24.157 km². Regionens administrative hovedby er Al Hoceïma. I 2015 blev provinserne  Taounate og Taza lagt til regionen Fès-Meknès, mens Al Hoceïma blev en del af Tanger-Tetouan-Al Hoceima. Provinsen Guercif blev en del af regionen Oriental. 

## Administrativ inddeling
Regionen er inddelt i tre provinser:
- Al Hoceïma, Taounate, Taza

## Større byer
Indbyggertal ifølge folketællingen 2. september 2004.
- Taza (139.686)
- Guercif (57.307)
- Al Hoceïma (55.357)
- Taounate (32.629)